# 126.º Regimiento de Caballería (Estados Unidos)
El 126.º Regimiento de Caballería ("Second Michigan" ) es una unidad militar de la Guardia Nacional estadounidense de Míchigan. El 126.º fue originalmente un regimiento de infantería, posteriormente, se convirtió en un regimiento blindado, y luego se convirtió en una unidad de reconocimiento de caballería ligera, con las unidades subordinadas estacionadas en Cadillac, Wyoming, Dowagiac, y Manistee.